# Тарсис (Марс)
Регионът Тарсис на Марс представлява огромно вулканично плато, което е разположено на екватора на планетата на запад от Долината на Маринър. Името му идва от Библията, в която е името на западните земи в познатия свят. В този регион се намират едни от най-високите вулкани познати в Слънчевата система. Там е разположен и Олимп монс, най-високата планина в Слънчевата система.
Тарсис е ограден от пръстеновидни топографски депресии наричани Тарсианска падина. На другата страна на планетата се намира по-малка изпъкналост наречена Арабия тера (Арабска земя), която най-вероятно се е формирала под натиска от тежестта на Тарсис. Регионът съдържа големи количества въглероден диоксид и водни пари, които най-вероятно са изхвърлени от тарсианската магма и са изиграли ключова роля при формирането на географията на планетата.
Алба патера е уникална особеност в северния участък на региона.